# Automeris jucundoides
Automeris jucundoides é uma espécie de mariposa do gênero Automeris, da família Saturniidae.
Sua ocorrência foi registrada em St. Laurent, na Guiana Francesa.

## Características
Medindo em torno de 63 mm, possui cores amarronzadas: a cabeça e o tórax em tom avermelhado, o abdome castanho; nas asas primárias tem cor marrom pálido avermelhado com um pouco de lilás na base; nas asas inferiores, no mesmo tom, o ocelo é grande e castanho claro, circulado por faixas preta e amarela, contendo algumas escamas brancas e cinzentas.